# Ján Fajnor
Ján Fajnor (14. ledna 1941 Brezová pod Bradlom – 22. února 2005 Bratislava) byl scenárista a režisér dokumentárních filmů.
Ján Fajnor působil zejména ve Slovenské televizi, kde začínal v roce 1961 ve vysílání pro děti a mládež s oblíbeným magazínem Lastovička (Vlaštovka). Klíčovou byla spolupráce s Elo Havettou na kulturním magazínu Ráčte vstúpiť (Račte vstoupit), který budoval dobové kinematografické povědomí, protože přinášel aktuality z dění ve filmu a profily tvůrců. V roce 1977 získala tato relace hlavní cenu na festivalu Prix Danube Bratislava, ale několik měsíců po udělení ceny byla zakázána přímo na příkaz ředitele Československé televize.
Doménou jeho televizní tvorby se staly především dokumentární portréty osobností slovenského kulturního života. Jeho tvůrčí metoda se výrazně odlišuje od autorů filmů pro kina. Fajnorovy snímky jsou postaveny na slově, monologu a na výrazné a mnohovrstevnaté osobnosti. Neomezoval se na 15 až 20minutové filmy, natáčel 50 až 60minutové snímky. Před kameru si zval zejména lidi něčím netypické, vyhraněné, s bohatým duchovním rozměrem. Fajnorovi se dařilo dát svým snímkům nadčasovou polohu, např. v televizním dokumentu Sen - jama vo mne (Sen - jáma ve mně) o spisovateli Rudolfu Slobodovi. Ve filmu Život je len dívanie (Život je jen dívání) se mu podařilo proniknout do tvůrčího zákulisí Vladimíra Kompánka, výrazného představitele slovenského sochařství a malířství druhé poloviny 20. století. Objektem jeho dokumentu Košatý strom plný pozorných očí z roku 1988 se stal český spisovatel Bohumil Hrabal.
Počátkem osmdesátých letech 20. století realizoval cyklus Pokusy, v němž se snažil o netradiční pohled na osobnosti slovenského kulturního života. Patří k nim například
'Pokus o Vladimíra Mináča (1982) či Pokus o Blahoslava Hečku (1983). Během natáčení se kamera nepohnula z místa, zabírala zahradu a v pozadí dům. Navzdory výrazové askezi prostředí vytvořil Fajnor strhující portrét osobnosti, přičemž formální omezení vyzdvihlo fascinující komentář a myšlenky protagonisty. Dalším portrétem potvrzujícím sílu Fajnorovy poetiky je snímek Blízko je tak daleko (Blízko je tak ďaleko) z roku 1986, v němž herečka Naďa Hejná vypráví na Národním hřbitově v Martině anekdoty a historky mnohých osobností slovenské kultury. Prostřednictvím vzpomínkách na jednotlivce se tak vrství výpověď o národě. Fajnor v tomto dokumentu volí lyrickou stylizaci, která podporovala atmosféru vzpomínek a hledání v paměti. K mimořádným dílům patří i Pokus o útek (Pokus o útěk) z roku 1983 o slepeckém páru. Svou poetiku založenou na slově opustil v dokumentu Labyrint sveta (Labyrint světa, 1983) o stejnojmenném představení brněnského Divadla na provázku. Ze zprávy o inscenaci realizované ve zpustlých průmyslových prostorách vytvořil pomocí obrazu poselství o samotě, agresivitě a snech. Posledním dokumentem, který Ján Fajnor natočil, je Allegro ma non mortale z roku 1999. Jeho dvorním kameramanem a nejbližším spolupracovníkem byl Richard Krivda.

## Filmografie
- Lastovička (1961)
- Ráčte vstúpiť (1974)
- Vykopem studňu do Austrálie (1980)
- Horiaca rieka (1980)
- Záhrada (1981)
- Pokus o B.H (1982)
- Nehrá orchester ČST (1985)
- Sen – jama vo mne (1987)
- Košatý strom plný pozorných očí (1988)
- Akí sme (1989)
- GEN – Galerie elity národa (1993)
- Život je len dívanie
- Človek uprostred (1995)
- Portrét (1997)
- Ja nie som Šuko (1999)
- Allegro ma non mortale (1999)